# Unforgettable (French Montana)
Unforgettable is een nummer uit 2017 van de Amerikaanse rapper French Montana, in samenwerking met de Amerikaanse zanger Swae Lee. Het is de eerste single van zijn tweede studioalbum Jungle Rules.
Het nummer werd een wereldwijd een hit. In de Amerikaanse Billboard Hot 100 bereikte het de 3e positie. In de Nederlandse Top 40 haalde het de 13e positie, en in de Vlaamse Ultratop 50 de 20e.